# Hulk – Ahol a szörnyek lakoznak
A Hulk – Ahol a szörnyek lakoznak (eredeti cím: Hulk: Where Monsters Dwell) 2016-os amerikai 2D-s animációs kalandfilm, amelyet Mitch Schauer rendezett.
A forgatókönyvet Marty Isenberg és Dave McDermott írták. A film zeneszerzői Michael McCuistion, Kristopher Carter és Lolita Ritmanis. A film gyártója a Marvel Animation, forgalmazója a Walt Disney Studios Home Entertainment.
Amerikában 2016. október 21-én mutatták be. Magyarországon a Film+ mutatta be 2020. július 18-án.

## Cselekmény
Doctor Strange New Yorkba hozza Hulkot, hogy segítsen Halloween éjszakáján a szörnyek ellen, akik egy csomó tizenéves gyerek beragadva az álomvilágba. A csata során Hulk visszaváltozik Bruce Bannerré. Strange az álomvilágba akar utazni Hulkkal, hogy szembeszáljanak Rémálommal. Mielőtt elmennének, felhívja a Howling Commandost (Jasper Sitwell zombi, Man-Thing, Éjszakai Vámpír, Harci farkas, és Minotaurusz), hogy vigyázzon fizikai formájukra. Banner és Strange a Vasember Hulkbuster páncélzatának álomváltozatával utazik az álomvilágban.

## Szereplők
| Szereplő              | Eredeti hang                                      | Magyar hang    |
| --------------------- | ------------------------------------------------- | -------------- |
| Bruce Banner / Hulk   | Fred Tatasciore (Hulk) Jesse Burch (Bruce Banner) | Rajkai Zoltán  |
| Doktor Strange        | Liam O’Brien                                      | Simon Kornél   |
| Rémálom               | Matthew Waterson                                  | Láng Balázs    |
| Harci Farkas          | Edward Bosco                                      | Bognár Tamás   |
| Minotaurusz           | Edward Bosco                                      |                |
| Benito                | Michael Robles                                    | Csiby Gergely  |
| Jasper Sitwell        | Mike Vaughn                                       | Maday Gábor    |
| Nina Price            | Chiara Zanni                                      |                |
| Kalóznak öltözött fiú | Hope Levy                                         | Maszlag Bálint |

## Bemutatás
Először a 2016-os San Diego Comic-Conon mutatták be. A filmet 2016. október 21-én mutatták be Digital HD formátumban.